# Народно-прогресивна партія Гамбії
Народно-прогресивна партія — сучасна політична партія в Гамбії. Була урядовою партією з 1965 року за часів правління президента Дауда Кайраба Джавари.
Партія програла вибори 1996 та 1997 років.
2005 року Народно-прогресивна партія приєдналась до опозиційного Національного альянсу за демократію та розвиток.